# Ferdinand Milučký
Ferdinand Milučký (ur. 26 września 1929 w Rajcu, zm. 26 lipca 2019 w Bratysławie) – słowacki architekt i projektant.

## Życiorys
Ferdinand Milučký urodził się 26 września 1929 roku w Rajcu, w rodzinie blacharza. W latach 1949–1953 studiował na wydziale architektury Słowackiego Uniwersytetu Technicznego w Bratysławie, na którym przez następne pięć lat wykładał. Był aktywny zawodowo w latach 1958–1991. W latach 80. Milučký kierował pracownią architektoniczną odpowiedzialną za projekt renowacji historycznego centrum i wzgórza zamkowego Bratysławy. Jego najważniejszym projektem jest krematorium w Bratysławie, które należy do najlepszych powojennych projektów architektonicznych na Słowacji. 
Milučký został pięciokrotnym laureatem architektonicznej Nagrody im. Dušana Jurkoviča (1964, 1966, dwie nagrody w 1967 i jedna w 1971). W 1993 roku otrzymał Nagrodę im. Emila Belluša za całokształt, a w 1999 roku Nagrodę im. Herdera za architekturę w europejskim kontekście. W 2005 roku prezydent Słowacji Ivan Gašparovič odznaczył go orderem Ľudovíta Štúra II klasy.
Milučký zmarł 26 lipca 2019 roku w Bratysławie.

## Twórczość

### Wybrane projekty architektoniczne
- Krematorium (projekt: 1962–1963, realizacja: 1967–1968)[5]
- ambasada Czechosłowackiej Republiki Socjalistycznej w Rzymie (wraz z Jozefem Chovancem, 1969–1971)[6]
- Wydział Inżynierii Mechanicznej Słowackiego Uniwersytetu Technicznego w Bratysławie (główny architekt: Martin Kusý; Milučký był współpracownikiem przy projekcie wraz z Jozefem Fabiankiem i Štefanem Štempákiem, projekt: 1957–1960, realizacja: 1963)[7]
- Dom sztuki Filharmonii Słowackiej (Dom umenia Slovenskej filharmónie, projekt: 1969–1974, realizacja: 1974–1979)[8]
- Pawilony Wystawowe PKO (1975; później zburzone)[3]
- dom Ferdinanda Milučkiego (1985)[9]

### Projekt Krematorium

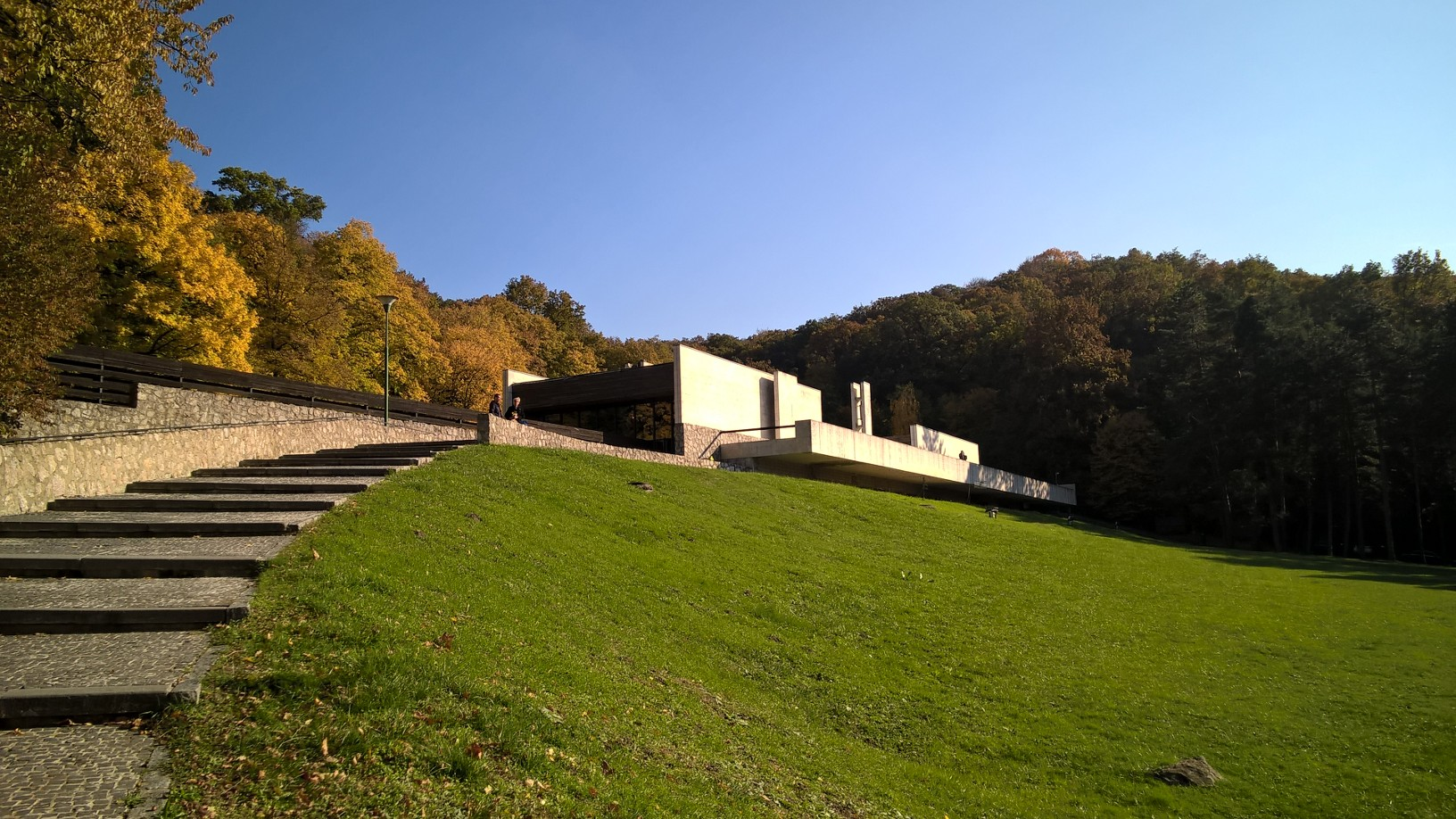

Już od 1889 roku w Bratysławie chciano zbudować krematorium. Gdy w końcu w latach 60. XX wieku władze miejskie zdecydowały się na budowę, trudno było znaleźć odpowiednią przestrzeń dla nowego budynku. Wybrano gęsty las z kamieniołomem na zachodnim zboczu Małych Karpat, przy Lamaču, a projekt powierzono młodemu, trzydziestoczteroletniemu Milučkiemu. Była to pierwsza budowla zrealizowana według projektu architekta i pierwsze krematorium wybudowane na Słowacji. Budynek utrzymano w duchu surowego, skandynawskiego modernizmu. Horyzontalna budowla krematorium tworzy kontrast wobec wertykalności gór; jej bryła została z wyczuciem wkomponowana w okoliczny krajobraz. Od bram terenu do budynku prowadzi po łuku długa ścieżka. Podłużne mury dzielą przestrzeń wewnątrz budynku, a prostopadłe krótsze ściany, które są w całości przeszklone, wprowadzają światło. Z sali ceremonialnej rozpościera się widok na las. Budynek dopełniają otaczające go rzeźby Vladimíra Kompánka, Rudolfa Uhera i Pavla Tótha. W 2003 roku krematorium wpisano do rejestru zabytków narodowych.